# Łucznictwo na Igrzyskach Śródziemnomorskich 2013
Łucznictwo na Igrzyskach Śródziemnomorskich 2013 odbywało się w dniach 22-24 czerwca. Zawodnicy rywalizowali w czterech konkurencjach.

## Medaliści[1]

### Mężczyźni
| Konkurencja   | Złoty medal                                           | Srebrny medal                                                         | Brązowy medal                                               |
| indywidualnie | Antonio Fernández                                     | Michele Frangilli                                                     | Alberto Zagami                                              |
| drużynowo     | Egipt · Hady Elkholosy · Ahmed Elnemr · Ibrahim Sabry | Hiszpania · Elias Cuesta · Antonio Fernández · Juan Ignacio Rodriguez | Włochy · Michele Frangilli · Mauro Nespoli · Alberto Zagami |

### Kobiety
| Konkurencja   | Złoty medal                                                    | Srebrny medal                                                          | Brązowy medal                                               |
| indywidualnie | Guendalina Sartori                                             | Mirene Etxeberria Ferrer                                               | Natalia Valeeva                                             |
| drużynowo     | Włochy · Claudia Mandia · Guendalina Sartori · Natalia Valeeva | Hiszpania · Mirene Etxeberria Ferrer · Elena Fernandez · Magali Foulon | Francja · Aurelie Carlier · Melanie Gaubil · Sophie Planeix |

## Tabela medalowa
| Pozycje | Państwo   |   |   |   | Łącznie |
| ------- | --------- | - | - | - | ------- |
| 1       | Włochy    | 2 | 1 | 3 | 6       |
| 2       | Hiszpania | 1 | 3 | 0 | 4       |
| 3       | Egipt     | 1 | 0 | 0 | 1       |
| 4       | Francja   | 0 | 0 | 1 | 1       |
| Łącznie | Łącznie   | 4 | 4 | 4 | 12      |